# 1342

## Události
- 3. února – Při povodni byl v Praze zničen 170 let starý Juditin most.
- 10. února – sňatek braniborského markraběte Ludvíka V. Bavorského s tyrolskou hraběnkou Markétou Pyskatou
- 7. května – zvolen papež Klement VI.
- 16. července – Ludvík I. Veliký se stál králem Uher.
- 15. srpna – Ludvík „Dítě“ se stal králem Sicílie a vévodou athénským.
- 4. září – Jan III. Komnénos se stal císařem trapezuntským.
- Juditin most v Praze stržen povodní
- Záplavy v Podunají
- První písemná zmínka o Žďáru nad Orlicí
- První písemná zmínka o Víchově
- První písemná zmínka o Masojedech
- Guy de Lusignan se stal králem Gosdantinem II. Arménským.
- Sídlo antiošského patriarchy bylo přesunuto za Ignatia II. do Damašku.
- Kitzbühel se stal součástí Tyrol.
- V jižní Indii byla založena říše Vídžajanagar.
- Zélóti získali moc nad Thessalonikou, když z ní vyhnali tamější aristokraty a prohlásili se za stoupence regentů v probíhající byzantské občanské válce.

### Probíhající události
- 1337–1453 – Stoletá válka

## Narození
- 15. ledna – Filip II. Smělý, burgundský vévoda († 1404)
- 6. dubna – Marie Portugalská, markýza z Tortosy, dcera portugalského krále Pedra († 1367)
- ? – Lev V. Arménský, arménský král († 1393)
- ? – Klement VII. avignonský vzdoropapež († 16. září 1394)
- ? – Kateřina Lucemburská, rakouská vévodkyně a braniborská markraběnka († 26. dubna 1395)
- ? – John Trevisa, anglický překladatel († 1402)

## Úmrtí
- 29. ledna – Ludvík I. Bourbonský, bourbonský vévoda (* 1279)
- 25. dubna – Benedikt XII., papež (* 1280)
- 16. května – Eleonora Bretaňská, abatyše kláštera Fontevrault (* 1275)
- 16. července – Karel I. Robert, král uherský (* 1288)
- 15. srpna – Petr II., sicilský král (* 1305)
- 29. listopadu – Michael z Ceseny, italský představený františkánů (* 1270)
- 24. prosince – Jolanda Palaeologina z Montferratu, savojská vévodkyně (* asi 1318)
- ? – Jindřich IV. Věrný, kníže hlohovský a zaháňský (* ?)

## Hlava státu
- České království – Jan Lucemburský
- Moravské markrabství – Karel IV.
- Svatá říše římská – Ludvík IV. Bavor
- Papež – Benedikt XII., Klement VI.
- Švédské království – Magnus IV. Švédský
- Norské království – Magnus VII. Eriksson
- Dánské království – Valdemar IV. Atterdag
- Anglické království – Eduard III.
- Francouzské království – Filip VI. Valois
- Navarrské království – Johana II. – Filip III.
- Aragonské království – Pedro IV.
- Kastilské království – Alfons XI. Spravedlivý
- Portugalské království – Alfons IV. Statečný
- Polské království – Kazimír III. Veliký
- Uherské království – Karel I. Robert – Ludvík I. Veliký
- Byzantská říše – Jan V. Palaiologos a Jan VI. Kantakuzenos (regent)